# Dioscorea pilosiuscula
Dioscorea pilosiuscula là một loài thực vật có hoa trong họ Dioscoreaceae. Loài này được Bertero ex Spreng. mô tả khoa học đầu tiên năm 1825.